# Parque Nacional de Joshua Tree
O Parque Nacional Joshua Tree (em inglês:  Joshua Tree National Park) é um parque nacional dos Estados Unidos localizado no estado da Califórnia. É uma zona desértica que inclui partes dos desertos Colorado e Mojave. O seu nome provém de uma espécie de cacto, encontrada quase exclusivamente nesta zona, denominada Joshua tree ("árvore de Joshua") ou árvore de Josué.
Uma parte de parque encontra-se coberta por matacões (boulders), rochas arredondadas de baixa altura, que constituem um dos motivos de atracção do parque, especialmente para praticantes de escalada livre. A falha de Santo André delimita uma zona a zul do parque, sendo este uma zona sismicamente activa.
A riqueza de fauna e flora desta zona tornou-a uma zona atractiva para o estabelecimento de povos caçadores-colectores no passado. No século XIX, a corrida ao ouro no Oeste americano levou à fixação de povos mineiros e agricultores. Na actualidade, o parque não é habitado nem explorado comercialmente, sendo uma zona protegida desde 1936.

## História
O parque obteve o seu estatuto a 31 de Outubro de 1994, data até à qual era considerado um monumento nacional. A preservação actual dos ecossistemas deste parque é em grande parte devida à pressão de Minerva Hoyt, uma jardineira apaixonada pela vegetação desértica, sobre o presidente Franklin D. Roosevelt, de modo a proclamar a zona como monumento nacional. Uma área de cerca de 3300 km² foi então designada monumento nacional em 1936. 
Em 1976, o congresso americano designou cerca de 1700 km² como área selvagem. Em 1994, quando a área adquiriu a designação de Parque Nacional, a área selvagem foi expandida em cerca de 530 km².

### Presença humana

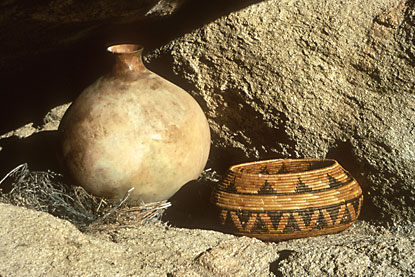
Uma olla (recipiente para cozinhar) e um cesto, testemunhos da passagem de índios americanos na zona do parque nacional.

Existem vestígios de presença humana com pelo menos cinco mil anos. No final da Idade do Gelo, um povo caçador-colector, os Pinto, habitavam a zona conhecida como bacia do rio Pinto, hoje em dia seco. Acredita-se hoje em dia que essa bacia não continha água mesmo quando os primeiros povos habitaram a região. Mais tarde, índios (Serrano, Cahuilla e Chemehuevi) habitaram a região: recolhiam pinhões, bolotas, algarobos e frutos de cactos, além de terem deixado um legado de pinturas em rochas e peças de olaria.
A corrida ao ouro nos finais do século XIX trouxe exploradores à região: mineiros, criadores de gado e agricultores construíram represas e cavaram minas, hoje abandonadas e mantidas apenas por interesse histórico.
A única presença humana actual é a dos visitantes do parque. Entre estes encontram-se os amantes da escalada livre (bouldering) e campistas, que podem pernoitar no parque durante um período restrito.

## Características gerais

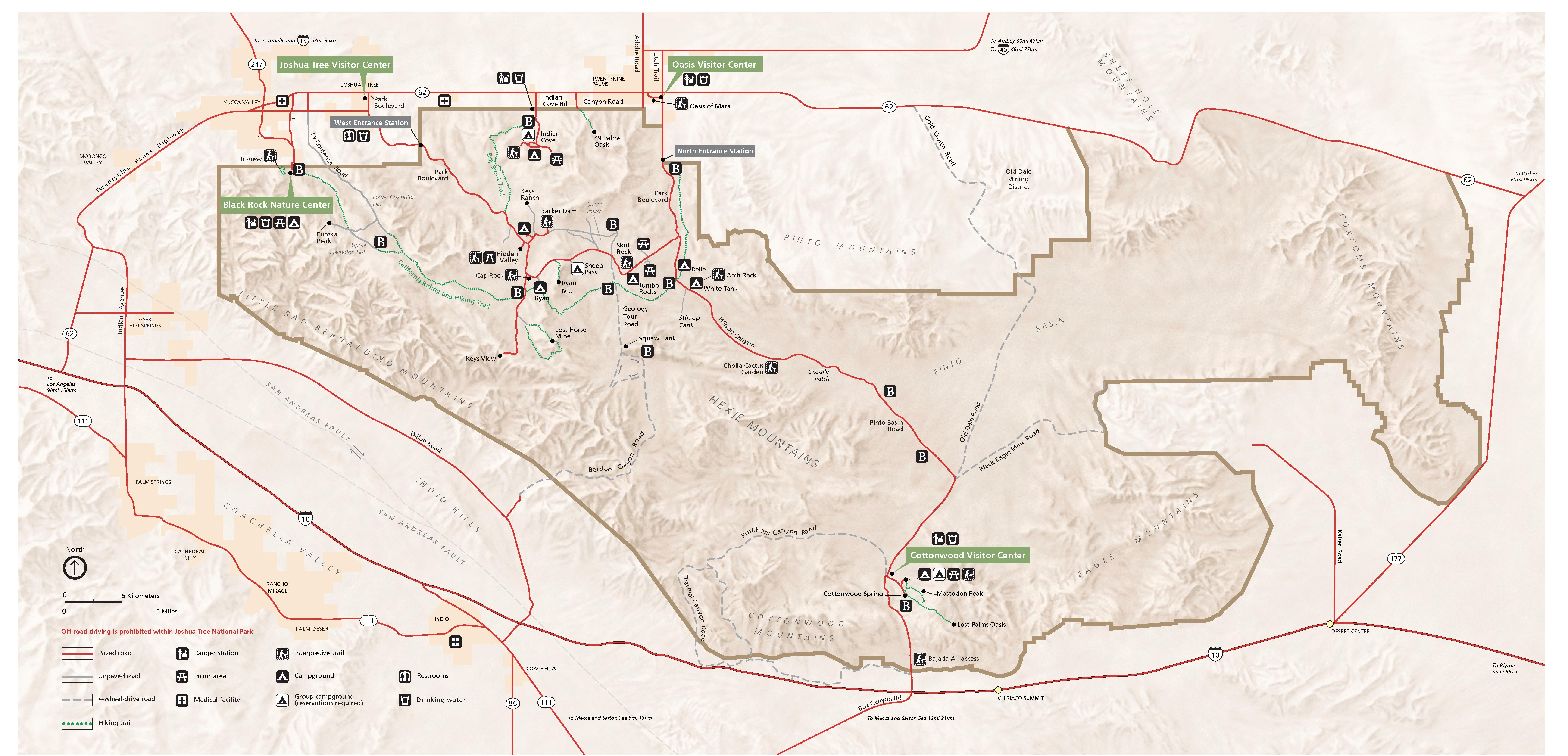
Mapa do parque.

O parque estende-se por  3 196 km², sendo uma grande parte desta área (2 367 km²) considerada área selvagem. Encontra-se na fronteira entre os condados de San Bernardino e Riverside e inclui partes de dois desertos: o deserto do Colorado e o deserto Mojave. Cada deserto possui um ecossistema único cujas características dependem principalmente da sua elevação.
Na zona leste do parque encontra-se a zona coberta pelo deserto do Colorado. Situa-se a uma altitude inferior a 900 m e possui áreas cobertas de chaparral, ocotillo e cactos cholla. A cadeia montanhosa Little San Bernardino atravessa a zona sudoeste do parque.
O deserto do Mojave situa-se na zona oeste do parque, a uma altitude superior, sendo mais húmido e ligeiramente menos quente que o deserto do Colorado. O Mojave é o habitat natural da "árvore de Joshua" (do inglês Joshua tree, Yucca brevifolia) que dá o nome ao parque. A zona possui também algumas das mais interessantes formações geológicas encontradas em desertos californianos. Pequenas colinas de rocha nua desagregam-se em matacões (rochas arredondadas), constituindo uma zona muito atractiva para escalada. As rochas são principalmente compostas por quartzomonzonito, um tipo de granito rugoso. As árvores de Joshua espalham-se principalmente nas planícies entre estas colinas. 

## Clima
Como zona desértica que é, a humidade média no parque não ultrapassa normalmente os 25%. A Primavera e o Outono são estações de clima moderado, com temperaturas médias máximas de 29°C e mínimas de 10 °C. O Inverno tem temperaturas máximas na ordem dos 15 °C mas a temperatura pode descer abaixo de zero durante a noite, podendo inclusivamente nevar nas zonas de maior elevação. O Verão é muito quente: a temperatura máxima ronda os 38 °C e a mínima dificilmente desce abaixo dos 29 °C.

## Fauna

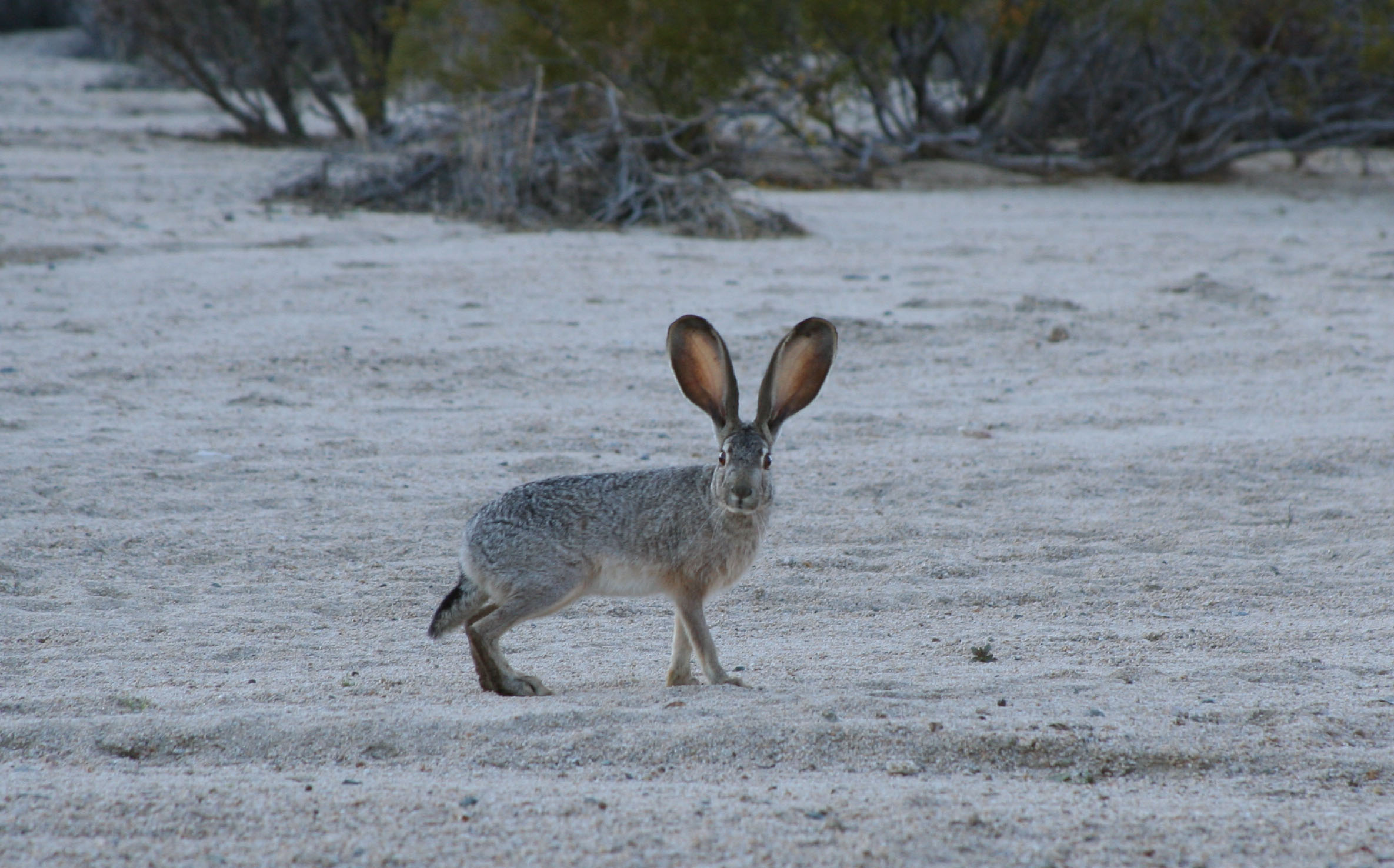
Uma lebre (Lepus californicus) no Parque Nacional de Joshua Tree.

A fauna do parque é diversificada e adaptada à vida no deserto. Algumas das espécies terrestres mais representativas incluem:
- lebre,
- rato-canguru,
- coiote,
- cascavel,
- lince-pardo,
- lagarto nocturno Yucca,
- rato do deserto,
- esquilo-antílope,
- cobra pintada nocturna,

Pelo menos 240 espécies de aves foram já observadas no parque. Algumas das mais comuns são:
- corredor,
- águia-dourada,
- búteo-de-cauda-vermelha,
- falcão-americano,
- corvo-comum.

## Flora

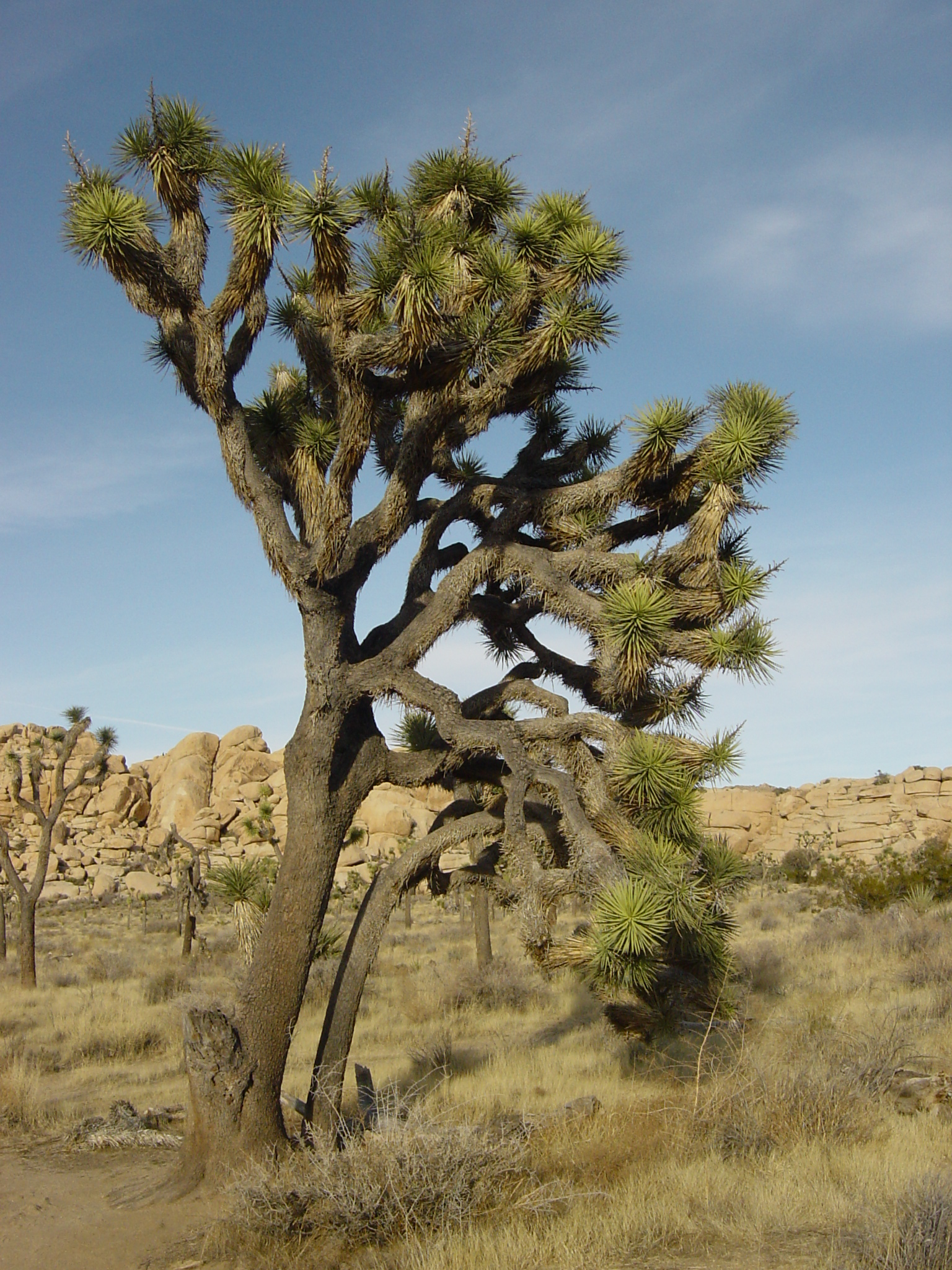
A árvore de Joshua, que dá nome ao parque.

Também a flora está adaptada ao ambiente desértico, tendo as plantas adaptações que permitem suportar a ausência prolongada de água e a exposição prolongada ao sol. As plantas de folha anual encontram-se num estado dormente durante a maior parte do ano, florindo rapidamente durante a curta estação húmida. 
A árvore de Joshua cobre uma parte do deserto do Mojave, sendo a espécie vegetal mais representativa da área. Na zona do deserto do Colorado existem jardins de cactos cholla e chaparral. O cacto ocotillo distingue-se pela sua forma nesta paisagem. A cadeia montanhosa Little San Bernardino atravessa a zona sudoeste do parque.
Existem cinco oásis de palmeiras Washingtonia onde a água ocorre naturalmente no parque, sendo áreas onde a vida selvagem abunda.

## Recreação no parque
Existem zonas de acampamento no parque, mas sem acesso a água, pelo que a maioria dos visitantes pernoita fora do parque. Uma parte do parque é atravessada por estradas, algumas asfaltadas. Uma estrada de terra batida na zona sul do parque mostra a geologia local.
Em dias de boa visibilidade, o miradouro de Keys View oferece uma vista alargada sobre o vale Coachella e Salton Sea. A visibilidade neste ponto é, no entanto, frequentemente afectada pelo smog proveniente da zona de Los Angeles.
Outro ponto de interesse é a presença de uma mina de ouro abandonada.
O parque é um destino muito popular para escalada livre. Existem milhares de locais apropriados para esta actividade, com diversos níveis de dificuldade, embora as rochas tenham normalmente uma altura inferior a 70 m. A rugosidade da rocha facilita a escalada, especialmente porque as condições climatéricas da região (ausência de neve ou gelo) não propiciam o polimento da superfície rochosa. 

## Galeria de imagens

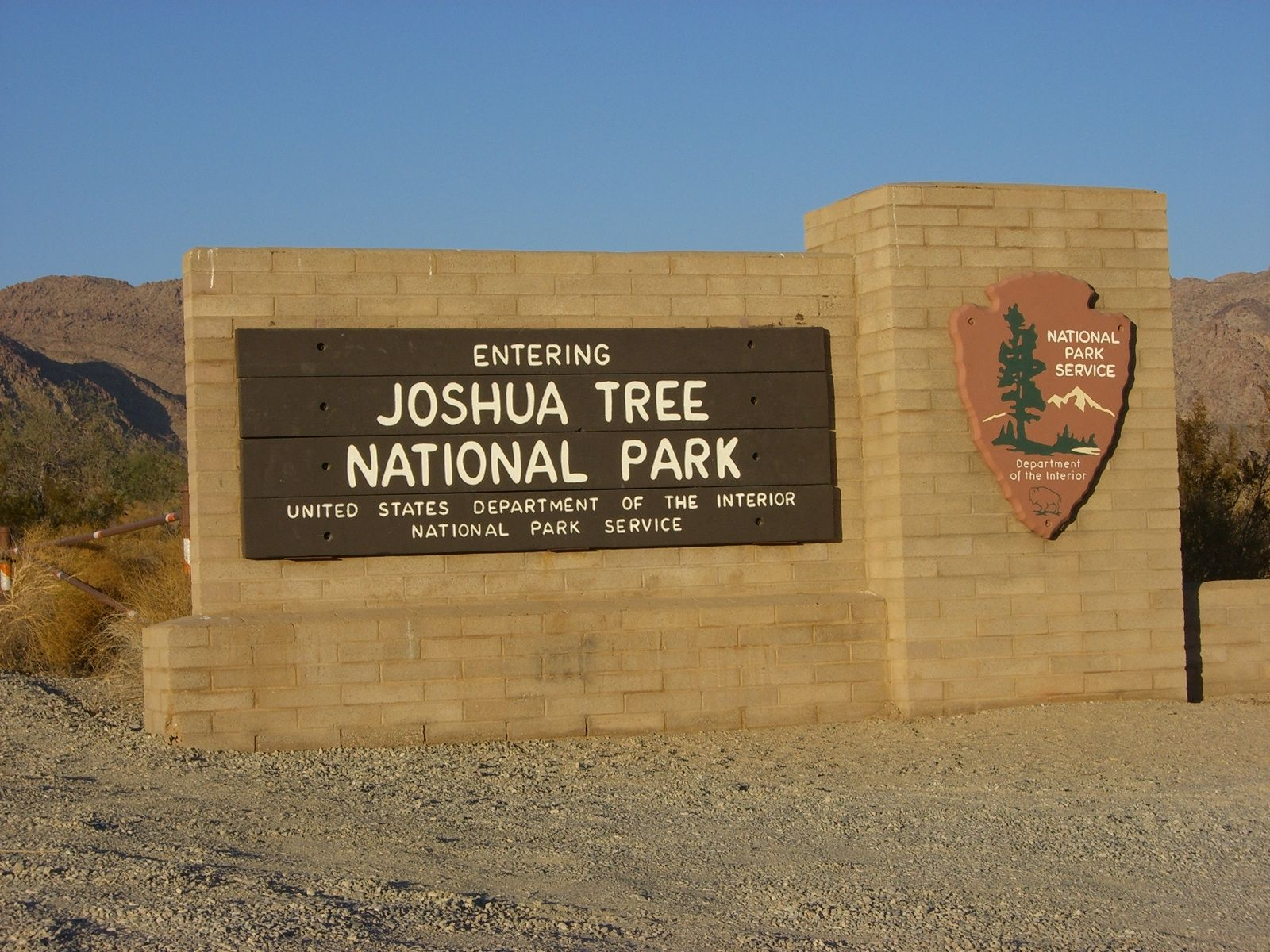
Entrada do parque.
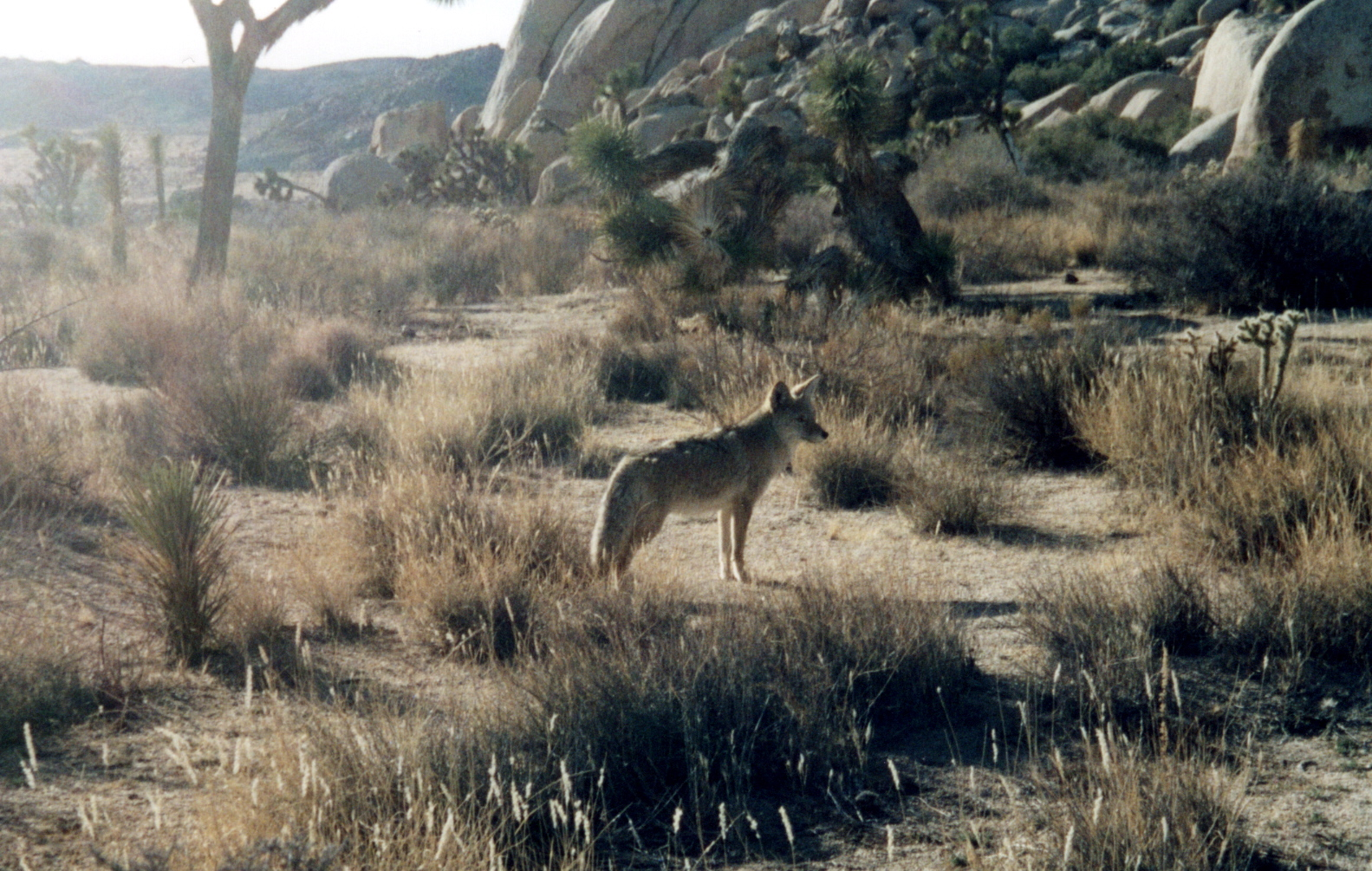
Um coiote (Canis latrans).
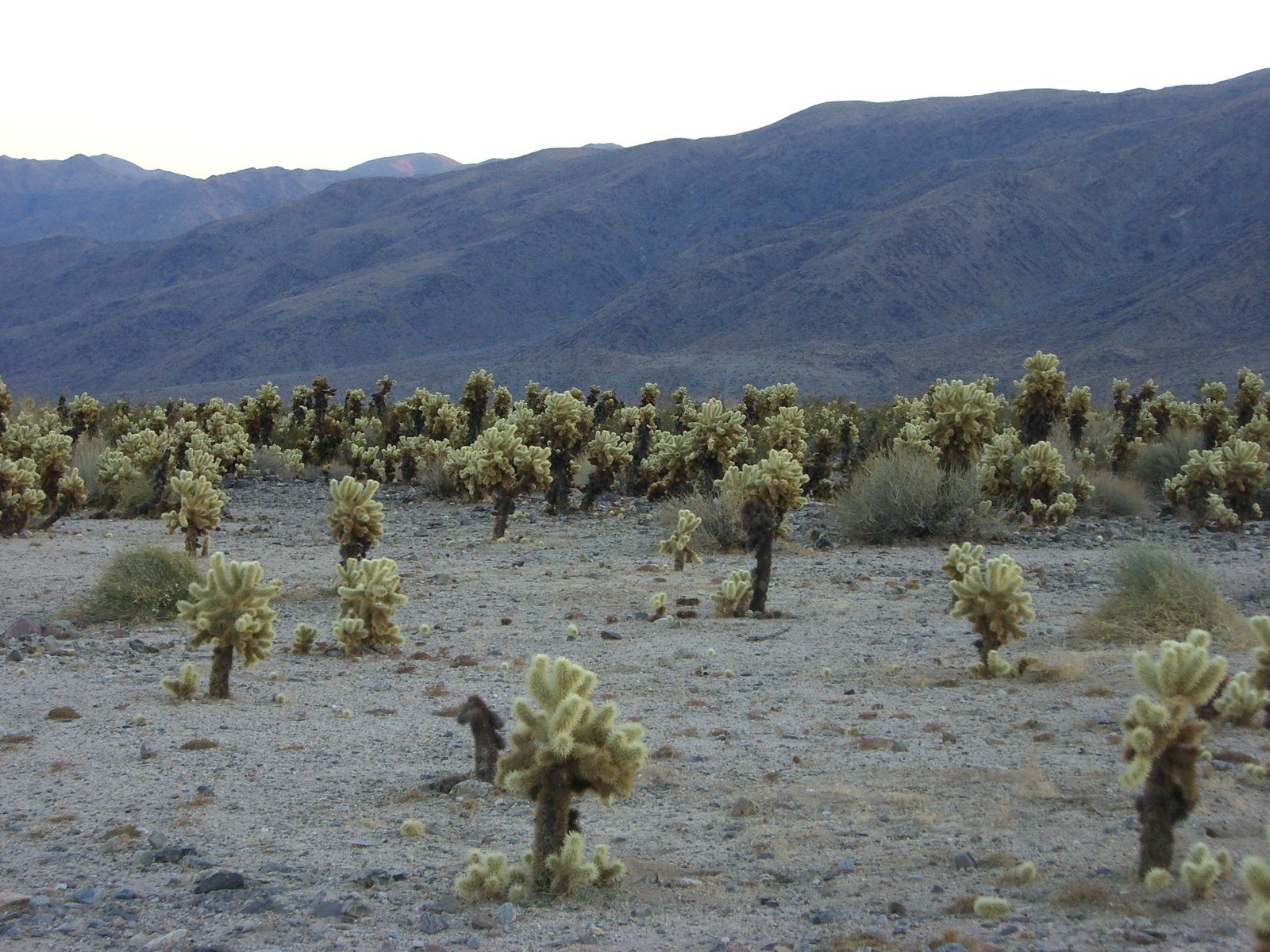
Um campo de cactos "cholla".
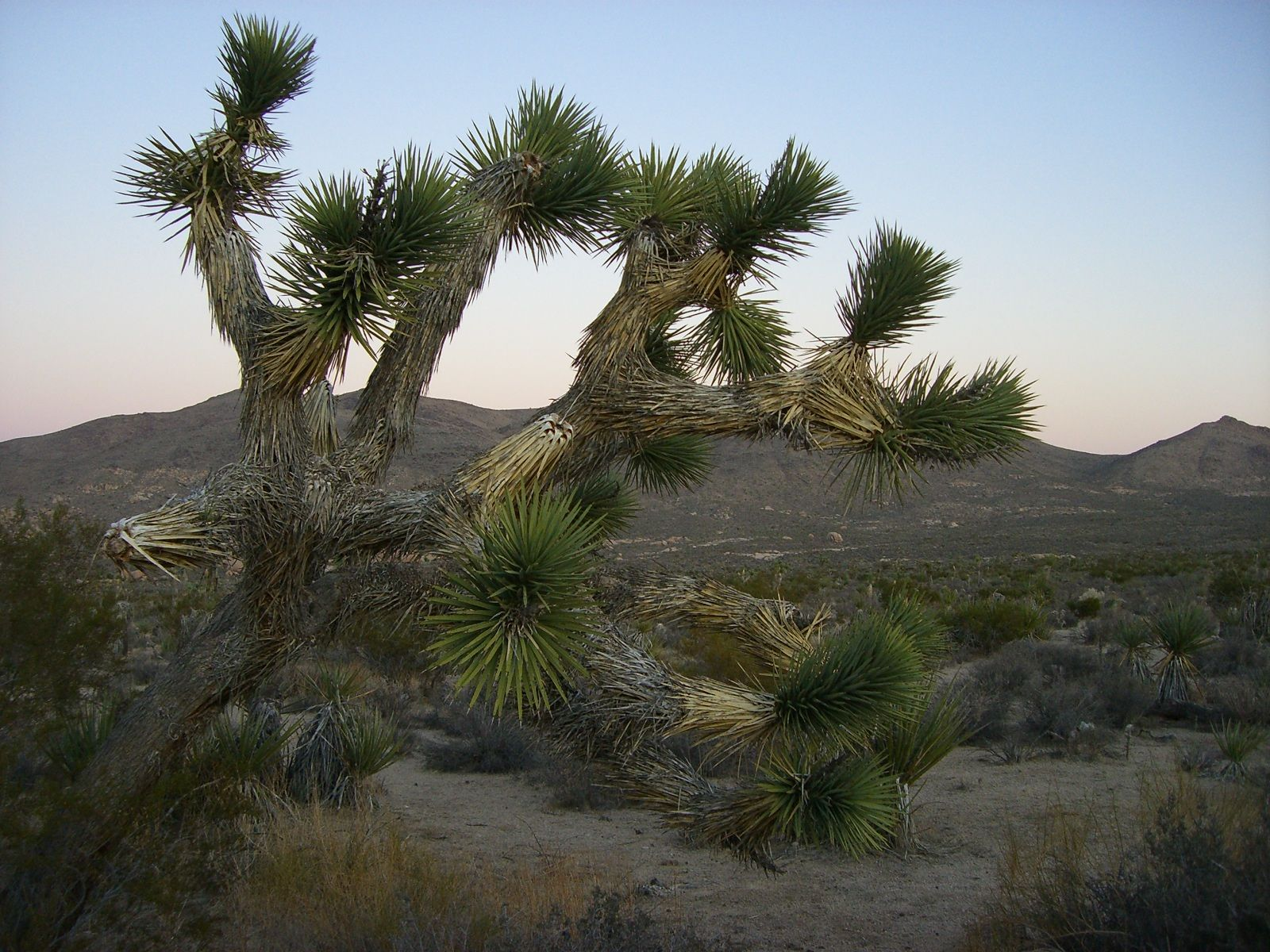
Uma "árvore de Joshua".
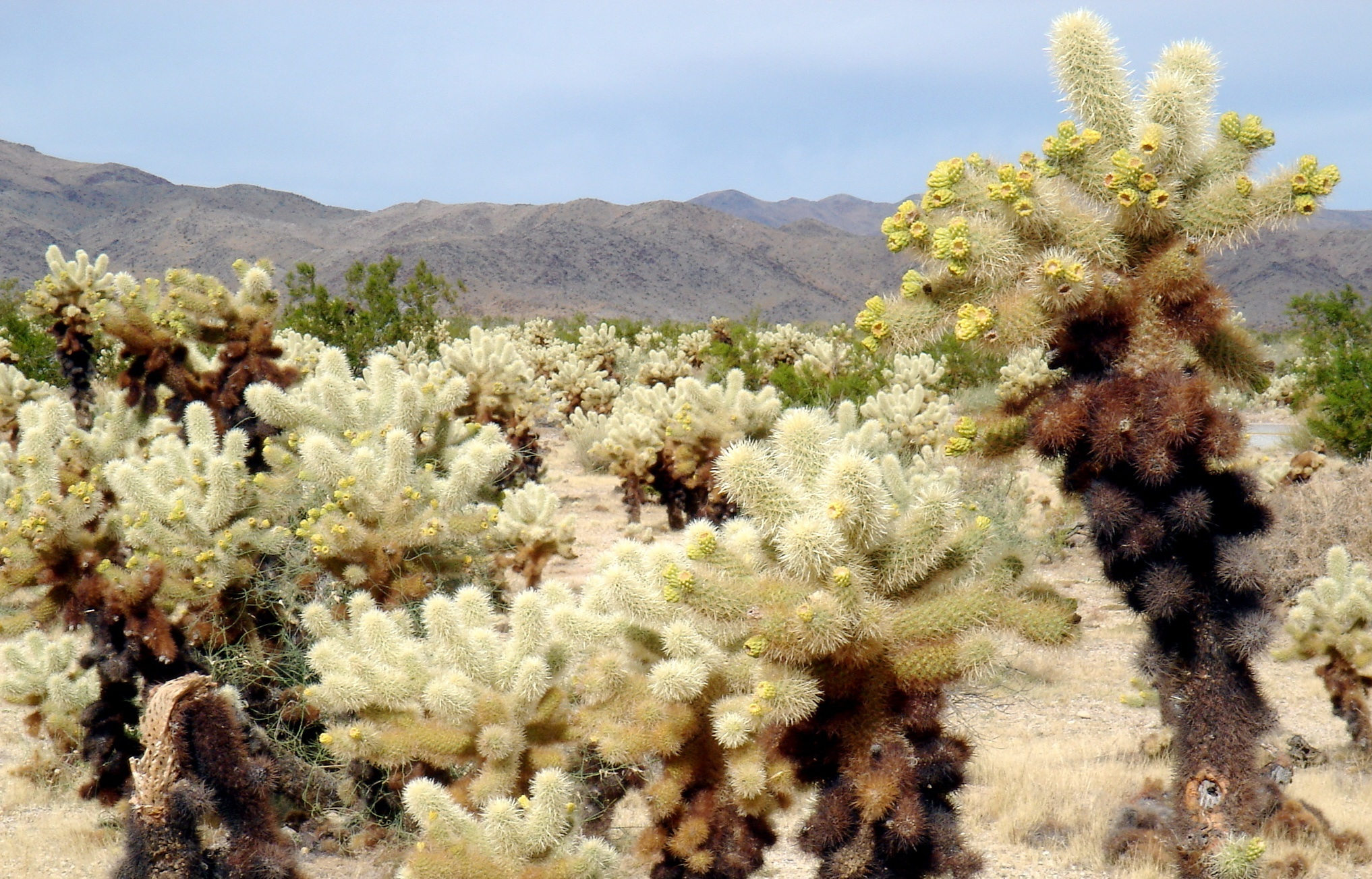
Floresta de cactos Opuntia.
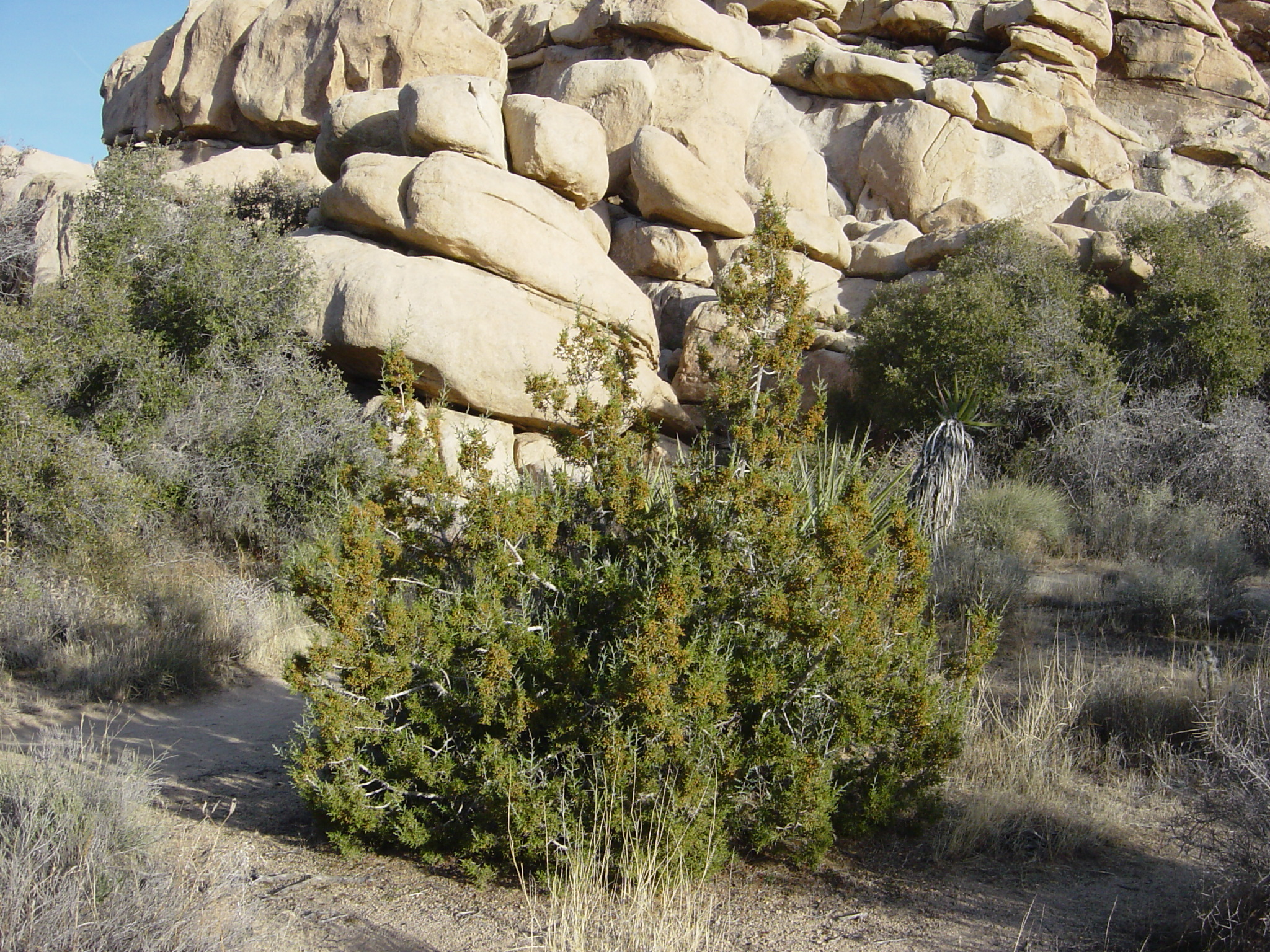
Um zimbro (Juniperus californica) em frente a um matacão.
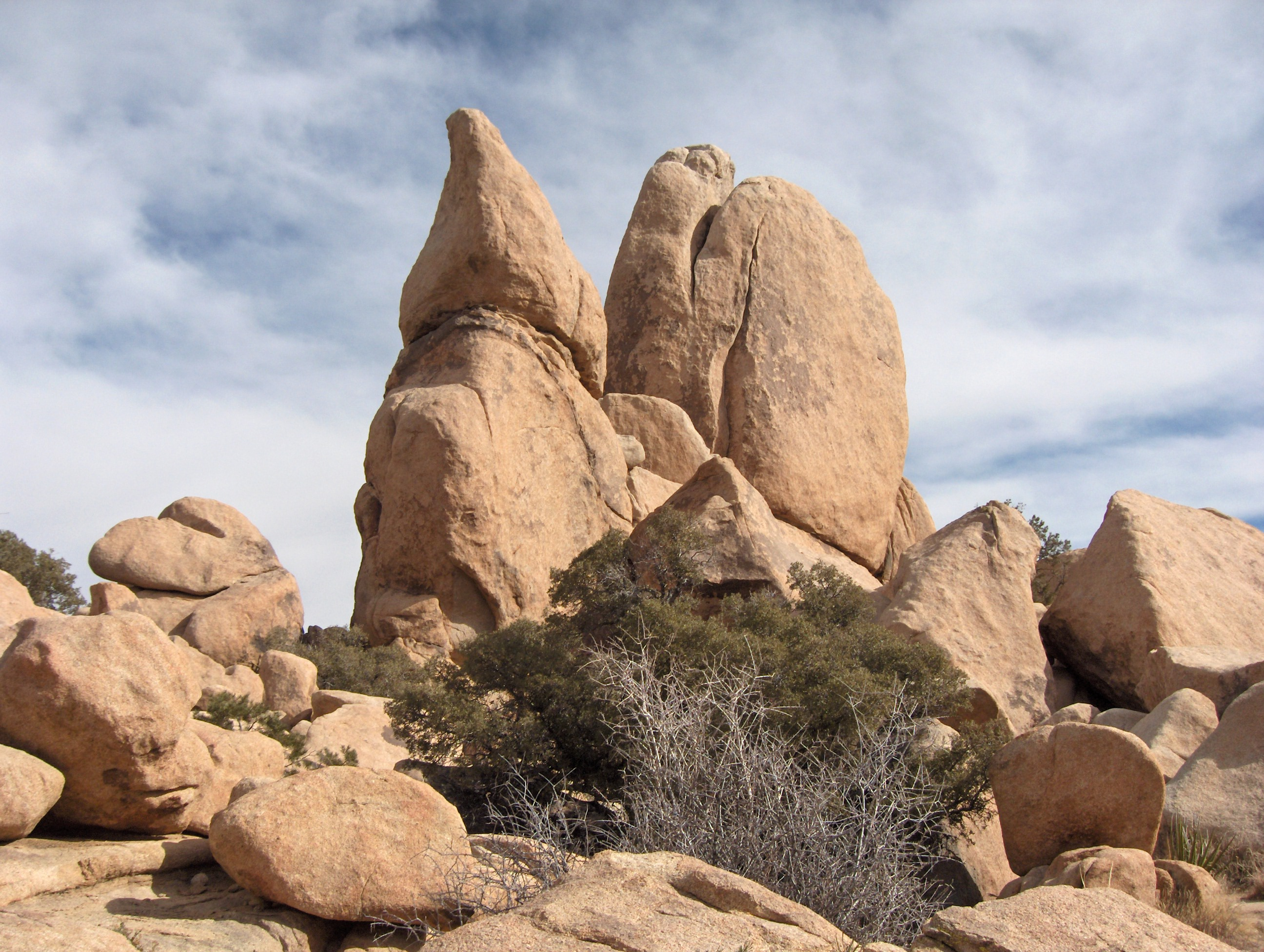
Matacões, uma formação geológica abundante no parque.
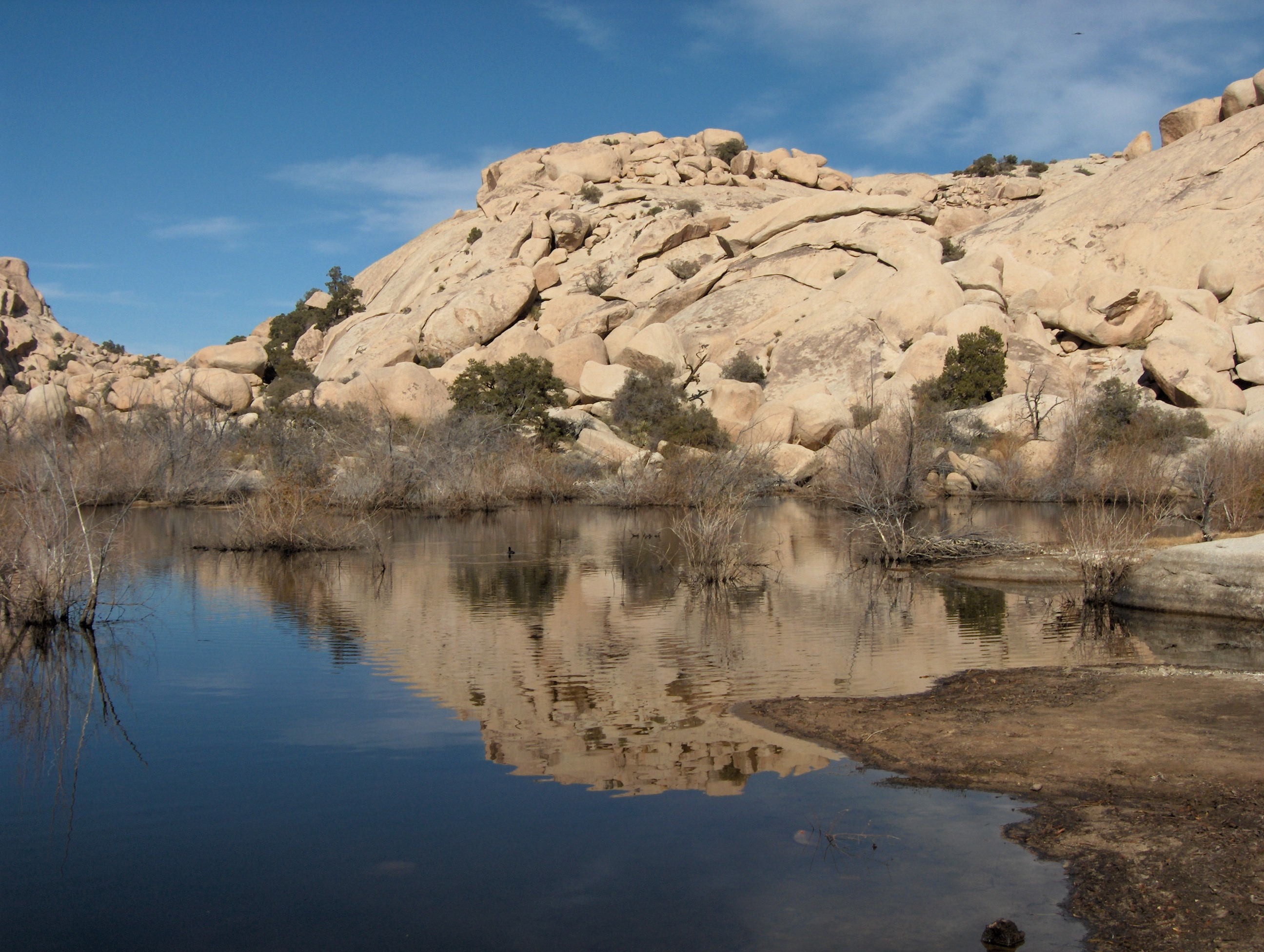
Represa artificial.